# Треблинка (деревня)
Требли́нка (пол. Treblinka) — деревня в гмине Малкиня-Гурна, Острувский повет, Мазовецкое воеводство, Польша. В 1975—1998 годах относилась к Остроленкскому воеводству. Ранее возле деревни находилась одноимённая станция, конечная на линии № 514 (Простын Буг — Треблинка), закрытая и разобранная после 1998 года. Во время Второй мировой войны в окрестностях деревни размещались концентрационный лагерь Треблинка-I и лагерь смерти Треблинка-II.
Деревня располагается в 4 километрах южнее Малкини-Гурной и в 20 километрах на юго-восток от Острува-Мазовецкого, в 106 километрах на северо-восток от Варшавы. Через деревню протекает река Треблинка (левый приток Буга).

## Этимология названия
Существуют две гипотезы, объясняющие название деревни. Согласно первой из них, название происходит от имени первого поселенца и изначально обозначало принадлежность (хутор Треблина).
По второй версии, название деревни произошло от речки, название которой, в свою очередь, связано со старославянским словом tereb-, ставшим в русском языке глаголом теребить, а в польском — trzebić. Оно произошло из-за того, что вдоль реки располагались раскорчёванные («тереблённые») территории.

## История
Территория Треблинки была заселена уже в каменном веке в период перехода от палеолита к неолиту (для этих территорий около 10—18 тысяч лет до нашей эры). При раскопках в окрестностях Треблинки были обнаружены памятники тшинецкой (1500—1200 гг. до н. э.) и лужицкой (1200—400 гг. до н. э.) культур.
Старейший документ, где появляется название Треблинка, относится к 1436 году. В земской и городской книге упоминается Nobilis Albertus de Treblina (шляхтич Альберт из Треблинки).
По своему географическому положению Треблинка изначально относилась к Подляшью, находясь неподалёку от границ с Мазовией. Здесь граница не раз становилась предметом споров и столкновений. С течением времени Треблинка не раз изменяла свои государственную и церковно-административную принадлежности.
Земли Треблинки относились к старому поселению Швейково (Швейки), принадлежащему роду Швейков, герба Тшаска. В документах ломжицкого земства за 1432 год упоминается один из основателей рода, Якуб Швейко из Простыни. В 1464 году сын Якуба Швейки, Щепан Швейко, бывший дрогичицким старостой, упоминается в судебных документах как владелец Швейков и Треблинки. Также в дрогичицских земских книгах в 1479—1496 годах фигурирует сын Щепана, Якуб. Обе деревни часто упоминались вместе, как «Треблина (Швейки)» или «Швейки-Треблинка».
Известность окрестности Треблинки получили в XVI веке, после сообщения о явлении святой Анны. По информации источников, жительница деревни Простынь, Малгожата, жена Блажея, встретила особу, назвавшуюся святой Анной, которая попросила её передать владельцу этих мест просьбу построить в Простыне костёл святой Троицы и часовню святой Анны. Было начато составление книги чудес, в которой за период 1511—1542 годов сохранилось 104 записи. Весть о появлении святой обошла всю Речь Посполитую, что вызвало поток паломников (среди них была и королева Бона Сфорца, посетившая эти места в 1547 году). В Простыни был основан 15 июля 1511 года приход. В его состав вошли: Простынь, Вулка Рашевска, Кельчев, Рытеле Швемцкие, Малешева, Издбы, Треблинка, Злотки и Швейково. Вскоре в Простыне было возведено два костёла — святой Троицы и святой Анны. В 1513 году Ватикан дал отпущение грехов особам, совершившим паломничество в Простынь. Под этим документом подписались 12 кардиналов, это была самая солидная официальная бумага из всех документов, относящихся к Подляшью. По случаю получения документа епископ Павел Алигмунт Гольшаньский подарил приходу в Простыни статую святой Троицы, по-видимому, производства мастерской Вита Ствоша.
До середины XV века деревни Швейки, Простынь и Треблинка принадлежали роду Швейков. Затем они перешли к Простыньским. В XVI веке некоторые из Швейков оставили эти места и переехали в Цехановец, другие вошли в родственные связи с Простыньскими. В начале XVI века на этих территориях появился род Суходольских, которые осели в Кельчеве и постепенно стали владетелями в Кутасках (Понятове), Вульце Окронглик, Треблинке, Злотках, а со временем и в Простыне. После шведского потопа Простыньские переселились частично в Бирчу, около Пшемысля, частично на север. К началу XIX века тут остались только Суходольские, через браки с представителями этого рода владетелями земель стали Шремеры, Лагевницкие, а позднее и Микутовичи. Кроме них, в деревнях проживало много мелкой шляхты.
Жителями этих мест были в основном поляки из Мазовии. В Треблинке, вероятно, были и выходцы из Киевской Руси, на что указывает встречающаяся среди местной шляхты фамилия Бояры. В 1542 году в окрестностях Треблинки, а точнее в Рытелах Швенских, появляются жители с именами: Саломон, Абрам и Моисей, хотя первые документальные упоминания о пребывании в этих местах евреев появились позже, а эти имена в те времена иногда употребляла и шляхта.
В 1650—1651 годах наводнение и эпидемии значительно опустошили местность. Множество домов пустовало, а мёртвых хоронили прямо в полях и лесу. Вдобавок во время шведского потопа армия под командованием короля Карла Густава ограбила и частично сожгла Простынь, Треблинку, Понятово и Гронды. Также шведы убили викария кс. Марцяна Рыбеньского и осквернили оба костёла. В Церануве шведы убили двух капелланов — кс. Яна Вырожембского и кс. Павла Галковского, ограбили костёл в Венгруве, а в Косове — сожгли.
В начале XVIII века эти земли сильно пострадали во время III Северной войны. Ксёндз Валенты Дмовский, 56 лет бывший священником в Простыне, записал в своём завещании, что в домах и амбарах хлеба нет, так как русские всё забрали. В 1750 году была закончена перестройка костёла святой Анны на средства владельца этих мест подляшского ловчего Барнабы Суходольского. Второй костёл, святой Троицы, построенный ещё в 1511 году, настолько обветшал, что в 1799 году был разобран.
В 1802 году жители округи решили отстроить костёл святой Троицы, что и было практически завершено к 5 июля 1812 года. В этот день костёл полностью сгорел в результате попадания молнии во временную крышу, крытую соломой. Костёл был восстановлен только к 1860 году. В начале XIX века местный приход получил от Ватикана специальные привилегии, способствовавшие его развитию в том числе и как места паломничества.
Важнейшим событием для округи стало строительство железнодорожной линии Малкиня-Седльце, когда появилась также и железнодорожная станция в Треблинке. В XIX веке вновь возросло число паломников и на праздники в Простыне собирались до нескольких десятков тысяч верующих. Иногда в их числе были и униаты, которым царские власти запрещали посещение католических святынь. Униаты официально приходили в Простынь якобы для торговли козами на местной ярмарке, откуда и пошло выражение «простынецкие козы». По сообщениям прессы, на праздник св. Троицы в Простынь прибыли около 50 тысяч паломников. Простынь даже получила неофициальное название «Святая Простынь». Округа отличалась от всех соседних ещё и тем, что тут жители придерживались трезвого образа жизни. Хотя протоколы полиции в Простыни содержат упоминания о правонарушениях жителей этой гмины, выражавшихся в незаконном строительстве, хозяйственных непорядках и т. д..
Простыньская гмина понесла большие потери во время Первой мировой войны. Отступающие немцы разорили Венгрувский повет, особенно пострадали Лохов, Садовний и Простынь. В 1921 году во всей гмине проживало 3946 жителей, а 10 лет спустя — 4312, из них 276 евреев и несколько православных.
Отношения между католиками и евреями в округе сложились вполне доброжелательные. Примером может служить сообщение ксёндза епископа Чеслава Соколовского о посещении деревни Злотек, где из 540 жителей 72 были евреями. При прибытии ксёндза в деревню жители, в том числе и евреи, встретили его хлебом-солью. В самой Треблинке, насчитывавшей в 1924 году 47 домов и 276 жителей, не было ни одного еврея. В соседней Простыни из 805 жителей евреями были 136. Евреи гмины были связаны с еврейской общиной Сточка Венгрувского. В Простыни существовали хедер и небольшая синагога. Кроме того, множество еврейских детей училось в государственных школах.

### В период Второй мировой войны
Во время Второй мировой войны в окрестностях Треблинки были размещены концентрационный лагерь Треблинка-I и лагерь смерти Треблинка-II. Само название Треблинка стало ассоциироваться по большей части с лагерями, а не с населённым пунктом.
1 сентября 1941 года вошло в действие решение об организации возле Треблинки рабочего лагеря Треблинка-I. Туда отправляли поляков с окрестностей (бывшего соколовско-венгрувского повета), оказавших даже малейшее сопротивление немцам. До 23 июля 1944 года в лагере побывали 20 тысяч узников, в основном поляки из окрестностей Треблинки. Около 10 тысяч из них были убиты немцами и украинскими охранниками.
С 23 июля 1942 года до 19 августа 1943 года действовал лагерь смерти для еврейского и цыганского населения Европы Треблинка-II, занимавший территорию 600 на 400 метров. В нём было уничтожено около 900 тысяч евреев, в основном польских, и несколько тысяч цыган из различных стран Европы. В центре лагеря были устроены газовые камеры, в которых умерщвлялись люди, после их закапывали на окрестных полях и в лесах. Позднее тела убитых были эксгумированы и сожжены.
2 августа 1943 года в лагере Треблинка-II вспыхнуло восстание узников. Несмотря на то, что бежать удалось более чем 700 человек, только менее 200 из них избежали последующих облав, а до конца войны дожило ещё меньше. Восстание привело к скорому закрытию лагеря смерти. Последний транспорт, с евреями из Белостока, прибыл в лагерь 19 августа 1943 года. Полное, до основания, разрушение лагеря длилось до 17 ноября 1943 года. Земля, где были закопаны тела жертв, была вспахана и засеяна люпином. Она была передана украинскому немцу из команды охраны лагеря Стребелю, который держал тут на вид обычное хозяйство, пока не вынужден был бежать в связи с наступлением Красной Армии.
Существование лагерей сильно сказалось на местных жителях, в том числе и на их моральном состоянии. Имеются свидетельства о продаже жителями деревни пойманных ими евреев украинским охранникам лагеря, в обмен на алкоголь, и о разграблении мест захоронения жертв в поисках драгоценностей. Правда, эти действия в основном вызывали резкое осуждение и неприятие со стороны других жителей.
Множество треблинцев погибли, отказавшись сотрудничать с немцами и украинцами, или при попытке облегчить участь евреев. Юзеф Подлес был сожжён живьём за помощь в изготовлении украинских документов для евреев и за поставку велосипедов украинским охранникам, которые хотели сбежать в лес, чтобы не участвовать в убийствах. Александра Филипович была застрелена, когда, копая картошку на своём поле у самого лагеря, стала протестовать против того, что охранники делали с евреями. Её 6-летний сын и 2-летняя дочь остались круглыми сиротами. В доме Люциана Кобуса украинскими полицейскими были убиты подпольщики Зыгмунт Кобус, Мариан Тараруй, его мать Марианна, Стефан Социк и Антоний Войтчук. Был убит Стефан Пежхановский. 21-летний Францишек Якубик был убит, когда пытался встретиться в лагере со своей невестой. Его тело не отдали отцу, которому сообщили, что сын похоронен вместе с евреями. Станислав Дмовский был кинут под колёса поезда. Ян Малетко, 21-летний железнодорожник, был застигнут немцами в момент передачи воды еврейским узникам, закрытым в вагоне, и застрелен на месте. Гжегож Зонбецкий (псевдоним «Зброя») из Армии Крайовой за поставки оружия узникам лагеря смерти перед восстанием был отправлен в тюрьму Павяк, а оттуда в Аушвиц и Маутхаузен, где и погиб, как узник № 45330. Станислав Рытель-Скорек уговорил охранников, арестовавших его жену Янину, позволить ему обменяться с ней. Погиб в Треблинке-I 8 декабря 1943 года. Владислав Силка был убит, когда передавал еду в лагерь. В Треблинке-II погибли треблинские семьи Самсель и Айдиш.
По данным государственного архива в Седльцах, из существовавших до войны в Треблинке 42 жилых и 84 хозяйственных построек, были уничтожены 23 жилые и все хозяйственные.
Треблинка была освобождена 65-й армией после тяжёлого двухдневного боя 22—23 августа 1944 года. Тогда же были обнаружены первые могилы жертв в Малишевском лесу. Дальнейшие раскопки мест захоронения проводились с августа 1946 года.

### После войны
До 1958—1962 года в деревне действовали каменоломня и гравийный карьер, общей площадью 15800 гектар. Затем эти земли были включены в состав мемориала.
На территории, где находилась Треблинка-I, после войны был высажен лес. В 1948 году начались работы по созданию мемориала погибшим. Большой проект, включавший частичное восстановление лагеря смерти, не был реализован. Вместо этого был поставлен памятник по проекту архитектора Францишека Стринкевича. В 2001 году были проведены реставрационные работы.
Решение о создании мемориала на территории Треблинки-II было принято 15 июля 1945 года, во время встречи бывших узников лагеря на квартире у Оскара Стравчиньского. 18 июня 1947 года был создан Комитет охраны могил жертв в Треблинке. Первоначальной целью комитета стала охрана мест захоронений, так как было много случаев раскопки могил в поисках драгоценностей и денег у мёртвых. Конкурс на строительство мемориала, проведённый в 1947 году, выиграли архитекторы Владислав Немирский и Альфонс Зелёнко. Конкурс проходил под эгидой Отдела воинских захоронений Министерства восстановления страны. Проект реализован не был. Единственными выполненными работами стало обнесение в ноябре 1949 года территории бывшего лагеря смерти забором из колючей проволоки.
Новый проект мемориала был создан в 1955 году. Конкурс выиграли Адам Гаупт и Францишек Душенько. Консультантом проекта была назначена Людвика Нитчова. Президиум Воеводского Национального Совета в Варшаве, указом №XVI/69 от 3 июня 1958 года, назначил инвестором проекта окружную дирекцию рабочих посёлков в Варшаве. В 1958—1962 годах была выкуплена территория размером 127 гектаров (ещё 5 гектаров вокруг лагеря были переданы мемориалу в 1980-х годах государственным лесничеством в Соколуве-Подляском). Участки бывших каменоломни и гравийного карьера были выкуплены у 192 владельцев. Торжественная укладка первого камня будущего мемориала состоялась 21 апреля 1958 года, под девизом «Никогда больше Майданеков, Освенцимов и Треблинок». Слова «Никогда больше» написаны на главном памятнике мемориала. Официальное открытие памятника состоялось 10 мая 1964 года. В церемонии приняли участие около 30 тысяч человек. Открыл памятник вице-маршал Сейма ПНР Зенон Кличко. Почётными гостями на церемонии были бывшие узники Треблинки-II Янкель Верник (Израиль), Рихард Глазер (Чехословакия), Берл Душкевич (Франция) и Зенон Голашевский (Польша).

## Современная деревня
Движение поездов на линии № 514 (Простын Буг — Треблинка) и на линии № 55 (Соколув-Подляский — Седльце) было прекращено в 1998 году. Тогда же были разобраны сооружения станции Треблинка.
На территории Треблинки находится водяная мельница XIX века, внесённая в реестр памятников истории и природы Мазовецкого воеводства. Возле мельницы расположен старый парк.
Леса, окружающие Треблинку, входят в состав Надбужанского ландшафтного парка. Лесничество Треблинка отвечает за охрану окружающих лесов. Через Треблинку проходит  голубая линия «Долина Буга» пешего маршрута MZ-5042n (Кныхувек — Лохув) и  зелёная линия учебно-природного маршрута Гута-Грущино — Треблинка.
В деревне нет школы, медицинских заведений и мест размещения туристов.